# 괴산명덕초등학교
괴산명덕초등학교는 대한민국 충청북도 괴산군 괴산읍 서부리에 있는 공립 초등학교이다.

## 학교 연혁
- 1911년 9월 1일 괴산공립보통학교 개교
- 1938년 4월 1일 괴산제2공립심상소학교로 개칭
- 1939년 2월 1일 현 위치로 이전
- 1941년 4월 1일 괴산제2공립국민학교로 개칭
- 1945년 3월 15일 괴산명덕공립국민학교로 개칭
- 1962년 3월 1일 동인국민학교 분리
- 1968년 3월 1일 제월국민학교 분리
- 1979년 3월 12일 병설유치원 개원
- 1993년 3월 1일 급식소 개설
- 1994년 12월 24일 현 교사 개축 완공
- 1995년 2월 17일 열린교실 준공식
- 1996년 3월 1일 괴산명덕초등학교로 개칭
- 1996년 3월 1일 제월국민학교 통폐합
- 1997년 3월 1일 신기초등학교 통폐합
- 2003년 12월 1일 디지털도서관 책 사랑방 개관
- 2004년 8월 30일 과학실 현대화 사업 완료
- 2008년 12월 2일 다목적 체육관(한사랑관) 개관
- 2018년 11월 22일 양궁연습장 증축
- 2021년 7월 1일 AI 교실 구축
- 2021년 12월 31일 Wee 클래스 구축
- 2023년 3월 1일 제32대 오명심 학교장 취임
- 2024년 1월 5일 제113회 졸업식(18명, 졸업생 누계 12,354명)
- 2024년 3월 1일 8학급 편성(특수학급 1학급 포함)

## 참고 자료
- 괴산명덕초등학교 - 한국교육학술정보원 학교알리미